# 1380 в Україні

## Особи

### Померли
- Мамай — військовик Золотої Орди з 1359 року, татарський темник (воєвода) з половецького роду.

## Засновані, зведені
- Сидорів